# Descartes, Indre-et-Loire
Descartes là một xã trong tỉnh Indre-et-Loire, thuộc vùng hành chính Centre-Val de Loire của nước Pháp, có dân số là 3908 người (thời điểm 1999). Trước đây xã có tên là La Haye en Touraine. Năm 1802 được đổi tên là La Haye Descartes và 1967 là tên hiện nay.

## Nhân khẩu học
| 1946  | 1954  | 1962  | 1968  | 1975  | 1982  | 1990  | 1999  |
| ----- | ----- | ----- | ----- | ----- | ----- | ----- | ----- |
| 1 477 | 1 466 | 1 679 | 4 267 | 4 446 | 4 357 | 4 120 | 4 019 |

## Những nhân vật nổi tiếng
- René Descartes, nhà toán học